# Nekrolog 2. Quartal 1969
Nekrolog
◄◄
| ◄
| 1965
| 1966
| 1967
| 1968
| 1969 | 1970 | 1971 | 1972 | 1973 | ► | ►►
1. Quartal |
2. Quartal |
3. Quartal |
4. Quartal 1969
Weitere Ereignisse | Allgemeiner Nekrolog 1969
Die Beschreibung der verstorbenen Person sollte so kurz wie möglich gehalten sein und nur deren signifikante Tätigkeit(en) enthalten.
Neue Namen ggf. auch unter dem Geburts- und Sterbedatum, also etwa unter 1. Januar und im Geburts- und Sterbejahr (2024) eintragen (nur bei entsprechender großer Wichtigkeit). Für Beispiele siehe die schon vorhandenen Artikel.
Außerdem über die fünf zuletzt Verstorbenen, zu denen es einen ausreichend guten Artikel für eine Präsentation auf der Hauptseite gibt, nach der todesbedingten Überarbeitung der Artikel ggf. auch unter Wikipedia Diskussion:Hauptseite informieren und sie am besten auch in den anderen Wikipedia-Sprachversionen eintragen. Tipp: Regelmäßig bei news.google.de nach „ist tot“, „gestorben“ oder „verstorben“ suchen.
Wenn eine Person gestorben ist, gibt es viele Seiten zu dieser Person in der Wikipedia, die davon auch betroffen sind und entsprechend aktualisiert werden müssen. Beispiele: Namenübersichtsseite, Geburtsjahr, Geburtsort-Seiten und viele mehr.
Wie finde ich die betroffenen Seiten?
Im Suchfeld auf der linken Seite gibt man den Suchbegriff so ein: „Vorname Nachname“. Dann klickt man auf Volltext und alle Seiten mit entsprechendem Suchtext werden aufgerufen. Hier sieht man dann schnell, wo auch das Todesjahr Sinn macht oder sogar ein Teil des Artikels angepasst werden muss. Auch hilft das „Werkzeug“ auf der linken Seite sehr gut, um solche Seiten aufzufinden: „Links auf diese Seite“. Somit ist die Wikipedia wieder aktuell in allen Bereichen! Hinweis: bei Eintragung der Kategorie „Gestorben JAHR“ wird der Missbrauchsfilter 49 ausgelöst, was jedoch nicht schlimm ist. Siehe: Spezial:Missbrauchsfilter/49
Dies ist eine Liste von im zweiten Quartal 1969 verstorbenen bekannten Persönlichkeiten. Die Einträge erfolgen innerhalb der einzelnen Daten alphabetisch sortiert. Tiere sind im Nekrolog für Tiere zu finden.

## April
| Tag       | Name                             | Beruf, bekannt als                                                                                              | Alter | Beleg |
| --------- | -------------------------------- | --- | ----- | ----- |
| 1. April  | Francis de Groot                 | irisch-australischer Politiker, Führungspersönlichkeit der australischen Nationalsozialisten                    | 80    |       |
| 1. April  | Mario Gualzata                   | Schweizer Sprachwissenschaftler und Heimatforscher                                                              | 71    |       |
| 1. April  | Nicola Laudadio                  | italienischer Ordensgeistlicher, Bischof von Galle                                                              | 77    |       |
| 1. April  | Erhard Müller                    | deutscher Politiker (NSDAP), MdR und SS-Führer                                                                  | 62    |       |
| 1. April  | Alfons Riedel                    | österreichischer Bildhauer                                                                                      | 67    |       |
| 1. April  | Werner Schmeidler                | deutscher Mathematiker und Hochschullehrer                                                                      | 78    |       |
| 2. April  | Martin Berg                      | deutscher Offizier, zuletzt Generalmajor der Wehrmacht                                                          | 63    |       |
| 2. April  | Fortunio Bonanova                | spanischer Schauspieler                                                                                         | 74    |       |
| 2. April  | Hans Wilhelm Hagen               | deutscher Journalist und Kulturfunktionär der NSDAP                                                             | 61    |       |
| 2. April  | Wendell Hall                     | US-amerikanischer Countrysänger                                                                                 | 82    |       |
| 2. April  | Eugen von Mercklin               | deutscher Klassischer Archäologe                                                                                | 85    |       |
| 2. April  | Antoni Naumczyk                  | polnischer altkatholischer Priester                                                                             |       |       |
| 2. April  | Karl Schneider                   | deutscher Verwaltungsjurist                                                                                     | 82    |       |
| 2. April  | Boris Sergejewitsch Stetschkin   | sowjetischer Motorkonstrukteur                                                                                  | 77    |       |
| 3. April  | Béla Varga                       | ungarischer Ringer                                                                                              | 79    |       |
| 4. April  | Alphonse Auclair                 | französischer Automobilrennfahrer                                                                               | 71    |       |
| 4. April  | Billy Bizor                      | US-amerikanischer Bluesmusiker                                                                                  | 55    |       |
| 4. April  | Carl Fink                        | deutscher Generalmajor der Luftwaffe                                                                            | 82    |       |
| 4. April  | Friedrich von Huene              | deutscher Wirbeltierpaläontologe                                                                                | 94    |       |
| 4. April  | Vollrath Lübbe                   | deutscher Offizier, zuletzt Generalleutnant im Zweiten Weltkrieg                                                | 75    |       |
| 4. April  | Alois Ludwig                     | österreichischer Architekt                                                                                      | 96    |       |
| 4. April  | Louis Renaudin                   | französischer Klassischer Archäologe und Bankier                                                                | 77    |       |
| 4. April  | Oldřich Rulc                     | tschechischer Fußballspieler                                                                                    | 58    |       |
| 4. April  | Joseph Schubert                  | römisch-katholischer Bischof                                                                                    | 78    |       |
| 4. April  | Bernhard Zimmermann              | deutscher katholischer Priester                                                                                 | 88    |       |
| 5. April  | Alberto Bonucci                  | italienischer Schauspieler                                                                                      | 50    |       |
| 5. April  | Rómulo Gallegos                  | venezolanischer Politiker und Schriftsteller                                                                    | 84    |       |
| 5. April  | Hans Haalck                      | deutscher Geophysiker                                                                                           | 74    |       |
| 5. April  | Paula Henningsen                 | deutsche Politikerin und Mitglied der Hamburgischen Bürgerschaft                                                | 87    |       |
| 5. April  | Max Irlinger                     | deutscher Jurist und Kommunalpolitiker                                                                          | 56    |       |
| 5. April  | Adelaïde von Skilondz            | russische Opernsängerin                                                                                         | 87    |       |
| 6. April  | Gabriel Chevallier               | französischer Journalist und Literat                                                                            | 73    |       |
| 6. April  | Vera Comployer                   | österreichische Schauspielerin                                                                                  | 72    |       |
| 6. April  | Michael Gehring                  | deutscher Arzt, Gesundheitspolitiker und SED-Funktionär                                                         | 51    |       |
| 6. April  | David Jenkins, Baron Jenkins     | britischer Jurist                                                                                               | 69    |       |
| 6. April  | Julius Petersen                  | deutscher Architekt, Baubeamter und Hochschullehrer                                                             | 85    |       |
| 6. April  | Otto Rühle                       | deutscher Politiker (NDPD)                                                                                      | 55    |       |
| 6. April  | Eduard Strauss II                | österreichischer Kapellmeister                                                                                  | 59    |       |
| 6. April  | Tzwetta Tzatschewa               | bulgarisch-deutsche Schauspielerin                                                                              | 68    |       |
| 6. April  | Zhang Zhizhong                   | General der Kuomintang der Republik China                                                                       | 78    |       |
| 7. April  | Alexandra Wassiljewna Artjuchina | sowjetische Partei- und Staatsfunktionärin                                                                      | 79    |       |
| 07. April | Åke Hedvall                      | schwedischer Leichtathlet                                                                                       | 58    |       |
| 7. April  | Demjan Korottschenko             | sowjetischer Politiker, Vorsitzender Oberster Sowjet Ukraine (1954–1969)                                        | 74    |       |
| 7. April  | Edmond Maillard                  | chilenischer Radrennfahrer                                                                                      | 73    |       |
| 7. April  | Martin Rikli                     | Schweizer Regisseur und Dokumentarfilmer                                                                        | 71    |       |
| 7. April  | Hermann Weber                    | deutscher Politiker (CDU), MdL                                                                                  | 66    |       |
| 8. April  | Alexander Lifschütz              | deutscher Politiker (SPD)                                                                                       | 78    |       |
| 8. April  | Johannes Meissel                 | deutscher Maler und Grafiker                                                                                    | 81    |       |
| 8. April  | Celly de Rheidt                  | deutsche Tänzerin und Schauspielerin                                                                            | 80    |       |
| 9. April  | Leopold Grundwald                | österreichischer Fußballspieler                                                                                 | 77    |       |
| 9. April  | Josef Hämel                      | deutscher Dermatologe und Hochschullehrer                                                                       | 74    |       |
| 9. April  | Georg Hoprich                    | rumäniendeutscher Lyriker                                                                                       | 30    |       |
| 9. April  | Johannes Lange                   | deutsches Todesopfer der Berliner Mauer                                                                         | 28    |       |
| 9. April  | Frances Magnus                   | deutsche Politikerin (DVP), Autorin und Herausgeberin, MdR                                                      | 87    |       |
| 9. April  | Albert Vierling                  | deutscher General der Flieger im Zweiten Weltkrieg                                                              | 81    |       |
| 10. April | Claus Back                       | deutscher Schriftsteller                                                                                        | 64    |       |
| 10. April | Alvin Morell Bentley             | US-amerikanischer Politiker                                                                                     | 50    |       |
| 10. April | Harley Earl                      | US-amerikanischer Autodesigner und -Ingenieur                                                                   | 75    |       |
| 10. April | Werner Keyßner                   | deutscher Politiker (NSDAP, FDP), MdR                                                                           | 65    |       |
| 10. April | Fernando Ortiz Fernández         | kubanischer Wissenschaftler, Politiker und Jurist                                                               | 87    |       |
| 10. April | Albert Moritz Rusche             | deutscher Maler und Zeichner                                                                                    | 80    |       |
| 10. April | Martin Sommerfeldt               | deutscher Journalist und Staatsbeamter                                                                          | 70    |       |
| 11. April | Richard Becker                   | deutscher Politiker (Zentrum, NSDAP, DPS), MdL                                                                  | 84    |       |
| 11. April | Peter Horn                       | deutsch-chilenischer Bildhauer                                                                                  | 61    |       |
| 11. April | Ludvig Irgens-Jensen             | norwegischer Komponist                                                                                          | 74    |       |
| 11. April | John Rawlings Rees               | britischer Psychiater                                                                                           | 78    |       |
| 11. April | Otto Render                      | deutscher Fußballspieler und Fußballtrainer                                                                     | 42    |       |
| 12. April | Horst Hoeck                      | deutscher Ruderer                                                                                               | 64    |       |
| 12. April | Hans von der Mosel               | deutscher Offizier, zuletzt Generalmajor im Zweiten Weltkrieg                                                   | 70    |       |
| 13. April | Edith Braemer                    | deutsche Literaturwissenschaftlerin                                                                             | 59    |       |
| 13. April | Oskar Franz Dvořák               | tschechischer Kunstmaler                                                                                        | 69    |       |
| 13. April | Alfred Karindi                   | estnischer Komponist                                                                                            | 67    |       |
| 13. April | Rudolf Petershagen               | deutscher Kommandant der Universitätsstadt Greifswald, Politiker (NDPD) der DDR                                 | 67    |       |
| 13. April | Silviu Ploeșteanu                | rumänischer Fußballspieler und -trainer                                                                         | 56    |       |
| 13. April | Walther Schubring                | deutscher Indologe                                                                                              | 87    |       |
| 14. April | Senta Dinglreiter                | niederbayrische Schriftstellerin                                                                                | 76    |       |
| 14. April | Ramdas Gandhi                    | Sohn von Mahatma Gandhi, Unabhängigkeitskämpfer                                                                 |       |       |
| 14. April | Hans Kreysing                    | deutscher Offizier und General der Gebirgstruppe im Zweiten Weltkrieg                                           | 78    |       |
| 14. April | Hedwig Marquardt                 | deutsche Malerin                                                                                                | 84    |       |
| 14. April | Matilde Muñoz Sampedro           | spanische Schauspielerin                                                                                        | 69    |       |
| 15. April | Victoria Eugénie von Battenberg  | Königin von Spanien                                                                                             | 81    |       |
| 15. April | Charles Clark                    | US-amerikanischer Jazzmusiker                                                                                   | 24    |       |
| 15. April | Roy Dowling                      | australischer Vizeadmiral                                                                                       | 67    |       |
| 15. April | Gerhard Egede                    | grönländischer Katechet, Pastor und Landesrat                                                                   | 77    |       |
| 15. April | Daniel Webster Turner            | US-amerikanischer Politiker                                                                                     | 92    |       |
| 16. April | Philippe Boyard                  | französischer Eishockeyspieler                                                                                  | 52    |       |
| 16. April | Gustave Bret                     | französischer Organist, Komponist und Musikkritiker                                                             | 93    |       |
| 16. April | Heinrich Hoffmann                | deutscher Offizier, zuletzt Generalmajor im Zweiten Weltkrieg                                                   | 90    |       |
| 16. April | Wilhelm Hoffmann                 | deutscher Althistoriker                                                                                         | 60    |       |
| 16. April | Alois Meesmann                   | deutscher Augenarzt und Hochschullehrer                                                                         | 80    |       |
| 16. April | Edmund Monson, 3. Baronet        | britischer Diplomat                                                                                             | 85    |       |
| 17. April | Emilio Arenales Catalán          | guatemaltekischer Politiker und Diplomat                                                                        | 46    |       |
| 17. April | Angelo Hesnard                   | französischer Psychiater und Psychoanalytiker                                                                   | 82    |       |
| 17. April | Walter Sulzbach                  | deutscher Soziologe                                                                                             | 80    |       |
| 18. April | Karl Bittel                      | deutscher Historiker                                                                                            | 76    |       |
| 18. April | Marie Deutsch                    | tschechoslowakische Politikerin                                                                                 | 86    |       |
| 18. April | Gerhard Reichhardt               | deutscher Politiker (SPD), MdB                                                                                  | 43    |       |
| 19. April | Hans Brachmann                   | österreichischer Politiker (SDAP/SPÖ), Landtagsabgeordneter, Abgeordneter zum Nationalrat, Mitglied des Bund... | 77    |       |
| 19. April | Otto Demme                       | deutscher Jurist und Politiker (NSDAP)                                                                          | 67    |       |
| 19. April | Franz Dohrmann                   | deutscher evangelischer Militärgeistlicher und Feldbischof                                                      | 87    |       |
| 19. April | Stephan Kotzmanek                | österreichischer Politiker (ÖVP), Landtagsabgeordneter im Burgenland                                            | 75    |       |
| 20. April | Benny Benjamin                   | US-amerikanischer Session-Drummer für Motown                                                                    | 43    |       |
| 20. April | Johann Ernst                     | deutscher Gewerkschafter und Politiker (Zentrum, CDU), MdR, MdL                                                 | 80    |       |
| 20. April | Bernice Pauahi Andrews Fernow    | US-amerikanische Miniaturmalerin                                                                                | 87    |       |
| 20. April | August Gompper                   | deutscher Politiker                                                                                             | 82    |       |
| 20. April | Maria Langer-Schöller            | deutsche Malerin                                                                                                | 90    |       |
| 20. April | Ambróz Lazík                     | slowakischer Theologe und Bischof – Apostolischer Administrator in Trnava                                       | 71    |       |
| 20. April | Vjekoslav Luburić                | kroatischer Ustaša-Angehöriger, Kommandant des KZ Jasenovac                                                     | 55    |       |
| 20. April | John Maffay                      | britischer Kolonialgouverneur und Peer                                                                          | 91    |       |
| 20. April | Emil de Martini                  | deutscher Journalist, Schriftsteller und Auschwitzüberlebender                                                  | 67    |       |
| 21. April | Rudolf Amelunxen                 | deutscher Politiker (Zentrum), MdL, MdB                                                                         | 80    |       |
| 21. April | Franz Diener                     | deutscher Schwergewichtsboxer                                                                                   | 67    |       |
| 21. April | Joachim Krüger                   | deutscher Konzertveranstalter                                                                                   | 54    |       |
| 21. April | Viktor Renner                    | deutscher Jurist und Politiker (SPD), MdL                                                                       | 69    |       |
| 21. April | Wilhelm Rexrodt                  | deutscher Politiker (DDP, LDPD)                                                                                 | 74    |       |
| 22. April | Nikolai van Gilse van der Pals   | niederländischer Musikwissenschaftler und Dirigent                                                              | 77    |       |
| 22. April | Markian Michailowitsch Popow     | sowjetischer Armeegeneral                                                                                       | 66    |       |
| 22. April | Saverio Ragno                    | italienischer Fechter und Olympiasieger                                                                         | 66    |       |
| 22. April | Wolf Meinhard von Staa           | deutscher Verleger                                                                                              | 76    |       |
| 22. April | Walter Trautschold               | deutscher Maler, Zeichner, Karikaturist, Bildhauer und Bühnenbildner                                            | 67    |       |
| 22. April | Roland Ziersch                   | deutscher Schriftsteller                                                                                        | 64    |       |
| 23. April | Werner Friedmann                 | deutscher Journalist                                                                                            | 59    |       |
| 23. April | Ernst Frommhold                  | deutscher Landespolitiker (USPD/SPD/KPD/SED)                                                                    | 71    |       |
| 23. April | Krzysztof Komeda                 | polnischer Arzt, Pianist, Komponist von Jazz und Filmmusik                                                      | 37    |       |
| 23. April | Hans Kühl                        | Pionier der Zementchemie und Baustofftechnologie                                                                | 90    |       |
| 23. April | Paul Lindpaintner                | deutscher Kunsthändler und Tennisspieler                                                                        | 85    |       |
| 23. April | Camillo Mastrocinque             | italienischer Filmregisseur, Drehbuchautor und Schauspieler                                                     | 67    |       |
| 23. April | Walter Schwindt                  | deutscher Bauarbeiter und Politiker (KPD), MdR                                                                  | 67    |       |
| 23. April | Zheng Junli                      | chinesischer Schauspieler und Filmregisseur                                                                     | 57    |       |
| 23. April | Florence Wycherley               | irischer Politiker                                                                                              | 61    |       |
| 24. April | Ernie Blenkinsop                 | englischer Fußballspieler                                                                                       | 67    |       |
| 24. April | Charles I. Dawson                | US-amerikanischer Jurist und Politiker                                                                          | 88    |       |
| 24. April | Erwin Charles Stumm              | US-amerikanischer Geologe und Paläontologe                                                                      | 60    |       |
| 24. April | Irmgard Woldering                | deutsche Ägyptologin und Museumsleiterin                                                                        | 50    |       |
| 24. April | Hans Wutzlhofer                  | bayerischer Politiker und Regierungsbeamter                                                                     | 76    |       |
| 25. April | Richard Asher                    | britischer Mediziner                                                                                            | 57    |       |
| 25. April | Hans-Harder Biermann-Ratjen      | deutscher Politiker (FDP), MdHB                                                                                 | 68    |       |
| 25. April | Guido Binkau                     | österreichischer Komponist, Dirigent und Musikpädagoge                                                          | 68    |       |
| 25. April | Wolfgang Mittermayer             | österreichischer Kunstmaler                                                                                     | 58    |       |
| 25. April | Oskar Nerlinger                  | deutscher Maler, Zeichner und Grafiker                                                                          | 76    |       |
| 25. April | Margarita Xirgu                  | spanische Schauspielerin                                                                                        | 80    |       |
| 26. April | Rigtje Boelstra                  | niederländische friesische Illustratorin und Viehzüchterin                                                      | 75    |       |
| 26. April | Ed H. Campbell                   | US-amerikanischer Politiker                                                                                     | 87    |       |
| 26. April | Herbert Lins                     | österreichischer Politiker (ÖVP), Abgeordneter zum Nationalrat                                                  | 73    |       |
| 26. April | James McEachern                  | US-amerikanischer Leichtathlet                                                                                  | 87    |       |
| 26. April | Ueshiba Morihei                  | Begründer der Kampfkunst Aikidō                                                                                 | 85    |       |
| 26. April | Robert Mulka                     | deutscher SS-Hauptsturmführer und Adjutant des Kommandeurs im KZ Auschwitz-Birkenau                             | 74    |       |
| 26. April | August Scholtis                  | deutscher Schriftsteller                                                                                        | 67    |       |
| 27. April | René Barrientos Ortuño           | bolivianischer Politiker, Präsident von Bolivien                                                                | 49    |       |
| 27. April | Erich Hürden                     | österreichischer Maler und Grafiker                                                                             | 84    |       |
| 27. April | Erkki Kataja                     | finnischer Leichtathlet                                                                                         | 44    |       |
| 27. April | Otto Moldenhauer                 | deutscher Filmarchitekt                                                                                         | 86    |       |
| 27. April | Roman Smal-Stozkyj               | ukrainischer Linguist, Hochschullehrer und Botschafter                                                          | 76    |       |
| 27. April | Hasan Kâmil Sporel               | türkischer Fußballspieler und -funktionär                                                                       |       |       |
| 28. April | Hanns Fleischer                  | deutscher Tenor                                                                                                 | 78    |       |
| 28. April | Adalbert Gramlich                | deutscher Politiker                                                                                             | 77    |       |
| 28. April | Charlotte von Pazatka            | deutsche Theaterschauspielerin                                                                                  | 90    |       |
| 28. April | Harry R. Sheppard                | US-amerikanischer Politiker                                                                                     | 84    |       |
| 28. April | Hermann Voss                     | deutscher Kunsthistoriker, Museumsdirektor und „Sonderbeauftragter“ für die Kunstsammlung des Führermuseums ... | 84    |       |
| 28. April | Kurt Wachholz                    | deutscher SS-Hauptscharführer, Aufseher des Gestapo-Gefängnisses Kleine Festung Theresienstadt                  | 59    |       |
| 29. April | Heinrich Bringmann               | deutscher Politiker                                                                                             | 80    |       |
| 29. April | Julius Katchen                   | US-amerikanischer Pianist, russisch-jüdischer Abstammung                                                        | 42    |       |
| 29. April | Otto Wartisch                    | deutscher Dirigent, Komponist und NSDAP-Mitglied                                                                | 75    |       |
| 30. April | Jef Demuysere                    | belgischer Radrennfahrer                                                                                        | 61    |       |
| 30. April | Eddie Kane                       | US-amerikanischer Schauspieler                                                                                  | 79    |       |
| April     | Theodor Paeffgen                 | deutscher SS-Sturmbannführer, Regierungsrat beim Sicherheitsdienst der SS                                       | 58    |       |

## Mai
| Tag     | Name                                        | Beruf, bekannt als                                                                                              | Alter | Beleg |
| ------- | ------------------------------------------- | --- | ----- | ----- |
| 1. Mai  | Arturo Alfandari                            | belgischer Diplomat, Schöpfer der Plansprache Neo                                                               | 80    |       |
| 1. Mai  | Hans Eduard Dettmann                        | deutscher Schriftsteller                                                                                        | 77    |       |
| 1. Mai  | İmran Öktem                                 | türkischer Jurist, Vorsitzender Richter am türkischen Kassationshof                                             |       |       |
| 1. Mai  | Leo Radtke                                  | deutscher Gewerkschafter, Widerstandskämpfer und Beamter                                                        | 62    |       |
| 1. Mai  | Eric Stacey                                 | US-amerikanischer Regieassistent und Produktionsmanager                                                         | 65    |       |
| 1. Mai  | Hans Steiner                                | Schweizer Zoologe                                                                                               | 79    |       |
| 2. Mai  | Robert Arthur                               | US-amerikanischer Autor                                                                                         | 59    |       |
| 2. Mai  | Jānis Bebris                                | lettischer Fußballspieler und Torwart                                                                           | 51    |       |
| 2. Mai  | Franz von Papen                             | deutscher Politiker (Zentrumspartei), MdR und Reichskanzler der Weimarer Republik                               | 89    |       |
| 2. Mai  | Hialmar Rendahl                             | schwedischer Zoologe                                                                                            | 77    |       |
| 2. Mai  | Oscar Sabo                                  | österreichischer Schauspieler                                                                                   | 87    |       |
| 2. Mai  | Hans Friedrich Zipf                         | deutscher Arzt und Pharmakologe                                                                                 | 58    |       |
| 2. Mai  | Walter Zluhan                               | deutscher Kunsthändler                                                                                          | 83    |       |
| 3. Mai  | Willy Bostelmann                            | deutscher Mediziner und Hochschullehrer                                                                         | 35    |       |
| 3. Mai  | Darius Paul Dassault                        | französischer General und Mitglied der Résistance                                                               | 87    |       |
| 3. Mai  | Karl Freund                                 | deutscher Kameramann                                                                                            | 79    |       |
| 3. Mai  | Zakir Hussain                               | indischer Politiker und Staatspräsident                                                                         | 72    |       |
| 3. Mai  | Curt Karl Rüschhoff                         | deutscher Architekt                                                                                             | 81    |       |
| 3. Mai  | Gustav Schenk                               | deutscher Schriftsteller und Fotograf                                                                           | 63    |       |
| 3. Mai  | Björn Steiger                               | deutsches Unfallopfer                                                                                           | 8     |       |
| 3. Mai  | Paul Wilken                                 | deutscher Politiker (CDU), MdHB                                                                                 | 70    |       |
| 4. Mai  | Marie Décugis                               | französische Tennisspielerin                                                                                    | 84    |       |
| 4. Mai  | Max Eibegger                                | österreichischer Politiker (SPÖ), Abgeordneter zum Nationalrat                                                  | 68    |       |
| 4. Mai  | Oskar Maurus Fontana                        | österreichischer Erzähler, Dramatiker, Lyriker, Theaterkritiker und Journalist                                  | 80    |       |
| 4. Mai  | Tito Mancini                                | italienischer römisch-katholischer Geistlicher, Weihbischof in Ostia und in Porto und Santa Rufina              | 67    |       |
| 4. Mai  | Rudolf Scherrer                             | österreichischer Bildhauer und Schuldirektor                                                                    | 67    |       |
| 4. Mai  | Osbert Sitwell                              | britischer Schriftsteller                                                                                       | 76    |       |
| 4. Mai  | Eberhard Helmrich                           | deutscher Gerechter unter den Völkern                                                                           | 69    |       |
| 5. Mai  | Paul Gailly                                 | belgischer Wasserballspieler                                                                                    | 74    |       |
| 5. Mai  | Gerhard van Heukelum                        | deutscher Politiker (SPD), MdL, MdBB                                                                            | 79    |       |
| 5. Mai  | Baba Yara                                   | ghanaischer Fußballspieler                                                                                      | 32    |       |
| 6. Mai  | Bohumil Bydžovský                           | tschechischer Mathematiker                                                                                      | 89    |       |
| 6. Mai  | Lajos Czeizler                              | ungarischer Fußballtrainer                                                                                      | 75    |       |
| 6. Mai  | Don Drummond                                | jamaikanischer Ska-Posaunist                                                                                    | 35    |       |
| 6. Mai  | Charles Howard Foulkes                      | Leiter des chemischen Dienstes der britischen Armee                                                             | 94    |       |
| 06. Mai | Emmanuel Guevara                            | mexikanischer Fußballspieler und -trainer                                                                       | 67    |       |
| 6. Mai  | Karl Kleemann                               | deutscher Politiker (NSDAP), MdR                                                                                | 64    |       |
| 6. Mai  | Jacques de la Presle                        | französischer Komponist und Musikpädagoge                                                                       | 80    |       |
| 6. Mai  | Hans Rammer                                 | österreichischer Politiker (VdU), Abgeordneter zum Nationalrat                                                  | 78    |       |
| 7. Mai  | Axel Boëthius                               | schwedischer Klassischer Archäologe                                                                             | 79    |       |
| 7. Mai  | Rudolf Egger                                | österreichischer Althistoriker, Epigraphiker und Archäologe                                                     | 87    |       |
| 7. Mai  | Manuel Mendes                               | portugiesischer Schriftsteller                                                                                  | 63    |       |
| 8. Mai  | Hedwig Anneler                              | Schweizer Ethnologin und Schriftstellerin                                                                       | 81    |       |
| 8. Mai  | Armand Carlsen                              | norwegischer Eisschnellläufer                                                                                   | 63    |       |
| 8. Mai  | Stephan Dietrich                            | deutscher Heimatdichter                                                                                         | 71    |       |
| 8. Mai  | Carl Leonhardt                              | deutscher Dirigent und Musikwissenschaftler                                                                     | 83    |       |
| 8. Mai  | Werner Noack                                | deutscher Kunsthistoriker und Museumsdirektor                                                                   | 80    |       |
| 8. Mai  | Robert Zander                               | deutscher Botaniker und Gartenbauwissenschaftler                                                                | 76    |       |
| 9. Mai  | Egerton L. Ballachey                        | US-amerikanische Psychologe und Professor                                                                       | 60    |       |
| 9. Mai  | Cajetan Baumann                             | Architekt | 69    |       |
| 9. Mai  | Josef Jonsson                               | schwedischer Komponist                                                                                          | 81    |       |
| 9. Mai  | Vincenzo Musolino                           | italienischer Schauspieler, Produzent und Filmregisseur                                                         | 39    |       |
| 9. Mai  | Heinrich Röhr                               | deutscher Pädagoge                                                                                              | 81    |       |
| 9. Mai  | Otto Roth                                   | deutscher politischer KZ-Häftling, Widerstandskämpfer gegen das NS-Regime                                       | 64    |       |
| 10. Mai | John Bannerman, Baron Bannerman of Kildonan | schottischer Landwirt, Rugbyspieler und Politiker (Liberal Party)                                               | 67    |       |
| 10. Mai | Hans Dauser                                 | deutscher Politiker (NSDAP), MdL, MdR und SS-Führer                                                             | 91    |       |
| 10. Mai | Emil Henk                                   | deutscher Politiker (SPD), MdL Württemberg-Baden und Baden-Württemberg, Widerstandskämpfer gegen den Nationa... | 75    |       |
| 10. Mai | Josef Ježek                                 | tschechischer Generalmajor der Gendarmerie, Politiker und Innenminister in der Regierung des Protektorats Bö... | 84    |       |
| 10. Mai | Eli Lotar                                   | französischer Fotograf und Kameramann                                                                           | 64    |       |
| 10. Mai | Sótero del Río Gundián                      | chilenischer Chirurg und Politiker                                                                              | 69    |       |
| 10. Mai | Friedrich Sparmann                          | deutscher Lehrer, Heimatforscher und Publizist                                                                  | 78    |       |
| 10. Mai | Josef Váchal                                | tschechischer Schriftsteller, Maler, Grafiker und Buchdrucker                                                   | 84    |       |
| 11. Mai | Salomão Barbosa Ferraz                      | brasilianischer katholischer Bischof                                                                            | 89    |       |
| 11. Mai | Jim Bowdoin                                 | US-amerikanischer American-Football-Spieler                                                                     | 65    |       |
| 11. Mai | Fred A. Hartley                             | US-amerikanischer Politiker                                                                                     | 67    |       |
| 11. Mai | W. Lee O’Daniel                             | US-amerikanischer Politiker                                                                                     | 79    |       |
| 11. Mai | Cecil ffrench Salkeld                       | irischer Maler                                                                                                  | 64    |       |
| 12. Mai | Thomas Nimene Botoe                         | liberianischer Politiker                                                                                        | 56    |       |
| 12. Mai | Martin Lamble                               | britischer Folkrockschlagzeuger                                                                                 | 19    |       |
| 13. Mai | Rudolf Ehrenberg                            | deutscher Biologe und Physiologe                                                                                | 84    |       |
| 13. Mai | Paul Merker                                 | deutscher Politiker (KPD, SED), MdV                                                                             | 75    |       |
| 13. Mai | Oliver Perry-Smith                          | amerikanischer Bergsteiger                                                                                      | 84    |       |
| 13. Mai | Carl Reimers                                | deutscher Chirurg                                                                                               | 67    |       |
| 13. Mai | Heinz Schulz-Neudamm                        | deutscher Grafiker und Illustrator                                                                              | 69    |       |
| 14. Mai | Enid Bennett                                | australisch-amerikanische Theater- und Filmschauspielerin                                                       | 75    |       |
| 14. Mai | Frederick Lane                              | australischer Schwimmer                                                                                         | 89    |       |
| 14. Mai | Walter Pitts                                | US-amerikanischer Mathematiker, Pionier der Neuroinformatik                                                     | 46    |       |
| 14. Mai | Jacques Thubé                               | französischer Segler                                                                                            | 86    |       |
| 15. Mai | E. Charlton Fortune                         | amerikanische Malerin des Impressionismus                                                                       | 84    |       |
| 15. Mai | Joe Malone                                  | kanadischer Eishockeyspieler                                                                                    | 79    |       |
| 15. Mai | Ulla Melchinger                             | deutsche Fernsehansagerin und Schauspielerin                                                                    |       |       |
| 15. Mai | Ernst Meyer                                 | deutscher Wissenschaftler und Politiker (SPD), MdB                                                              | 77    |       |
| 16. Mai | Nazi Boni                                   | burkinischer Schriftsteller und Politiker                                                                       | 59    |       |
| 16. Mai | Lewis Casson                                | englischer Schauspieler und Theaterregisseur                                                                    | 93    |       |
| 16. Mai | Helena Oleska                               | polnische Sängerin                                                                                              | 93    |       |
| 16. Mai | John E. Staehelin                           | Schweizer Psychiater                                                                                            | 77    |       |
| 16. Mai | John Steele                                 | US-amerikanischer Fallschirmjäger                                                                               | 56    |       |
| 16. Mai | Charles A. Wolverton                        | US-amerikanischer Politiker                                                                                     | 88    |       |
| 17. Mai | Wilhelm Abeln                               | deutscher Landwirt und Politiker (CDU), MdL                                                                     | 74    |       |
| 17. Mai | Josef Beran                                 | tschechoslowakischer Geistlicher, Erzbischof von Prag und Kardinal                                              | 80    |       |
| 17. Mai | Fritz Burger-Mühlfeld                       | deutscher Maler                                                                                                 | 87    |       |
| 17. Mai | Jack Miles                                  | australischer Politiker                                                                                         | 80    |       |
| 17. Mai | August Momber                               | deutscher Schauspieler und Regisseur                                                                            | 83    |       |
| 17. Mai | Maria Olszewska                             | deutsche Sängerin in der Stimmlage Alt/Mezzosopran                                                              | 76    |       |
| 17. Mai | Heinrich Wempe                              | Prälat und Politiker der Deutschen Zentrumspartei                                                               | 89    |       |
| 17. Mai | Zhang Bojun                                 | chinesischer Politiker und Intellektueller                                                                      | 73    |       |
| 18. Mai | Ludwig Berger                               | deutscher Regisseur und Schriftsteller                                                                          | 77    |       |
| 18. Mai | Mate Mink-Born                              | deutsche Malerin                                                                                                | 87    |       |
| 18. Mai | Prentice Cooper                             | US-amerikanischer Politiker                                                                                     | 73    |       |
| 18. Mai | Detlef Frahm                                | deutscher Politiker (CDU), MdL                                                                                  | 82    |       |
| 19. Mai | F. D. Andam                                 | deutscher Drehbuchautor                                                                                         | 67    |       |
| 19. Mai | Julio Benigno Laschi González               | paraguayischer römisch-katholischer Geistlicher, Weihbischof in Asunción                                        | 55    |       |
| 19. Mai | Coleman Hawkins                             | US-amerikanischer Jazz-Musiker                                                                                  | 64    |       |
| 19. Mai | Ludwig Kastl                                | Kolonialbeamter und Verbandsvertreter                                                                           | 90    |       |
| 19. Mai | Eberhard von Mackensen                      | deutscher Offizier, zuletzt Generaloberst                                                                       | 79    |       |
| 19. Mai | Adolf Potthoff                              | deutscher Journalist, Pädagoge und Schriftsteller                                                               | 72    |       |
| 19. Mai | Maurice Rat                                 | französischer Romanist und Homme de lettres                                                                     |       |       |
| 19. Mai | Josef Steck                                 | deutscher Pädagoge und Schriftsteller                                                                           | 74    |       |
| 20. Mai | Harry von Eckermann                         | schwedischer Mineraloge                                                                                         | 82    |       |
| 20. Mai | Hieronymus Engberding                       | deutscher Benediktiner                                                                                          | 70    |       |
| 20. Mai | Nikolai Alexandrowitsch Gagen               | sowjetischer Offizier                                                                                           | 74    |       |
| 20. Mai | Horst Haasler                               | deutscher Jurist und Politiker (GB/BHE, CDU), MdL, MdB                                                          | 64    |       |
| 20. Mai | May Hallatt                                 | britische Theater- und Filmschauspielerin                                                                       | 93    |       |
| 20. Mai | Ralph Peña                                  | US-amerikanischer Jazz-Bassist                                                                                  | 42    |       |
| 20. Mai | Hans Schomerus                              | deutscher lutherischer Theologe und Akademiedirektor                                                            | 67    |       |
| 21. Mai | William Bakewell                            | US-amerikanischer Seemann und Antarktisreisender                                                                | 80    |       |
| 21. Mai | Karl Borromäus Frank                        | österreichisch-deutsch-amerikanischer politischer Publizist, Politiker und Psychoanalytiker                     | 75    |       |
| 21. Mai | Heinrich Ferdinand von Österreich-Toskana   | österreichischer Erzherzog und Offizier                                                                         | 91    |       |
| 21. Mai | Simon Wratzjan                              | Ministerpräsident Armeniens                                                                                     |       |       |
| 22. Mai | Erich Kestin                                | deutscher Schauspieler und Synchronsprecher                                                                     | 73    |       |
| 22. Mai | Nicola Salerno                              | italienischer Liedtexter und Zeichner                                                                           | 59    |       |
| 22. Mai | Bruno Strauss                               | deutscher Pädagoge, Germanist und Philosophiehistoriker                                                         | 80    |       |
| 23. Mai | Fritz Gay                                   | deutscher Journalist und Schriftsteller                                                                         | 61    |       |
| 23. Mai | Frank Gray                                  | US-amerikanischer Physiker                                                                                      | 81    |       |
| 23. Mai | Rose Greely                                 | US-amerikanische Landschaftsarchitektin                                                                         |       |       |
| 23. Mai | Lejaren Hiller                              | US-amerikanischer Fotograf und Illustrator                                                                      | 88    |       |
| 23. Mai | Hans Hörler                                 | österreichischer Pädagoge, Landesschulinspektor und Lyriker                                                     | 63    |       |
| 23. Mai | Walter Köngeter                             | deutscher Architekt und Hochschullehrer                                                                         | 63    |       |
| 23. Mai | Jimmy McHugh                                | US-amerikanischer Komponist                                                                                     | 74    |       |
| 23. Mai | Heinrich Sahrhage                           | deutscher Pädagoge                                                                                              | 77    |       |
| 24. Mai | Hjalmar Cedercrona                          | schwedischer Turner                                                                                             | 85    |       |
| 24. Mai | Lewis Lewyn                                 | US-amerikanischer Filmproduzent, Filmregisseur und Drehbuchautor                                                | 77    |       |
| 24. Mai | Mitzi Green                                 | US-amerikanische Schauspielerin                                                                                 | 48    |       |
| 24. Mai | Emilio Salafia                              | italienischer Säbelfechter                                                                                      | 58    |       |
| 24. Mai | Miklós Szilvási                             | ungarischer Ringer                                                                                              | 43    |       |
| 24. Mai | Hans Weber                                  | deutscher Motorsportler                                                                                         | 28    |       |
| 25. Mai | Fritz Amann                                 | deutscher Maler                                                                                                 | 90    |       |
| 25. Mai | Berthold Ebbecke                            | deutscher Schauspieler und Drehbuchautor                                                                        | 63    |       |
| 25. Mai | Hans Mühlestein                             | Schweizer Kulturhistoriker und Schriftsteller                                                                   | 82    |       |
| 25. Mai | Alfons Oswald                               | deutscher Landrat NSDAP und CDU                                                                                 | 66    |       |
| 26. Mai | Stephen Csillag                             | US-amerikanischer Filmtechniker und Filmeditor                                                                  | 62    |       |
| 26. Mai | Paul Hawkins                                | australischer Automobilrennfahrer                                                                               | 31    |       |
| 26. Mai | Pio Manzù                                   | italienischer Designer                                                                                          | 30    |       |
| 26. Mai | Franz Weihmayr                              | deutscher Kameramann                                                                                            | 65    |       |
| 27. Mai | Hermann Behme                               | deutscher Politiker (NSDAP), MdR                                                                                | 69    |       |
| 27. Mai | Frenchy Belanger                            | kanadischer Boxer im Fliegengewicht                                                                             | 62    |       |
| 27. Mai | Justus Danckwerts                           | deutscher Jurist, Verwaltungsbeamter und Politiker                                                              | 81    |       |
| 27. Mai | Jørgen Brinch Hansen                        | dänischer Grundbauingenieur                                                                                     | 59    |       |
| 27. Mai | Suitbert Heimbach                           | deutscher Mundartdichter                                                                                        | 74    |       |
| 27. Mai | Jeffrey Hunter                              | US-amerikanischer Schauspieler                                                                                  | 42    |       |
| 27. Mai | Heinrich Ilgenfritz                         | deutscher Maler, Formgestalter, Briefmarkenkünstler, Graphiker, speziell auch Kupferstecher                     | 70    |       |
| 27. Mai | Fodéba Keïta                                | guineischer Schriftsteller, Dramatiker, Komponist und Politiker                                                 | 48    |       |
| 27. Mai | Jim Mallan                                  | schottischer Fußballspieler                                                                                     | 42    |       |
| 28. Mai | Georg Grygo                                 | deutscher Bildhauer                                                                                             | 67    |       |
| 28. Mai | Arnold Kohlschütter                         | deutscher Astrophysiker                                                                                         | 85    |       |
| 28. Mai | Friedrich Carl Marwede                      | Redakteur und Politiker (DNVP, CDU), MdBB                                                                       | 73    |       |
| 28. Mai | S. Pancharatnam                             | indischer Physiker                                                                                              | 35    |       |
| 28. Mai | Rhys Williams                               | britischer Schauspieler                                                                                         | 71    |       |
| 29. Mai | Ásmundur Guðmundsson                        | Oberhaupt der Isländischen Staatskirche                                                                         | 80    |       |
| 29. Mai | Leonid Kornijez                             | ukrainisch-sowjetischer Politiker, Vorsitzender des Obersten Sowjets der Ukraine (1938–1939)                    | 67    |       |
| 29. Mai | Grover Laube                                | US-amerikanischer Filmtechniker                                                                                 | 82    |       |
| 29. Mai | Stephan Prager                              | deutscher Architekt, preußischer Baubeamter, Überlebender des Holocaust                                         | 93    |       |
| 29. Mai | Wilhelm von Scholz                          | deutscher Schriftsteller                                                                                        | 94    |       |
| 30. Mai | Robert Briscoe                              | irischer Freiheitskämpfer, Parlamentarier und Oberbürgermeister von Dublin                                      | 74    |       |
| 30. Mai | Carl Hartmann                               | deutscher Tenor                                                                                                 | 74    |       |
| 30. Mai | Otto Marquard                               | deutscher Maler und Grafiker                                                                                    | 87    |       |
| 30. Mai | Hans Müller-Kray                            | deutscher Dirigent                                                                                              | 60    |       |
| 30. Mai | Konrad Schmedeshagen                        | deutscher Fußballfunktionär                                                                                     | 71    |       |
| 30. Mai | Juraj Slávik                                | tschechoslowakischer Jurist, Diplomat und Politiker                                                             | 79    |       |
| 30. Mai | Henry Wade                                  | englischer Krimischriftsteller                                                                                  | 81    |       |
| 30. Mai | Hans Wellmann                               | deutscher Politiker (SPD), MdB                                                                                  | 57    |       |
| 31. Mai | Silvestre Igoa                              | spanisch-baskischer Fußballprofi                                                                                | 48    |       |
| 31. Mai | Hilde Körber                                | österreichische Schauspielerin                                                                                  | 62    |       |
| 31. Mai | Sabine Krug                                 | deutsche Schauspielerin                                                                                         | 43    |       |
| 31. Mai | Jozua François Naudé                        | südafrikanischer Politiker; amtierender Präsident (1967–1968)                                                   | 80    |       |
| 31. Mai | Ernst Röthig                                | deutscher Fechter                                                                                               | 63    |       |
| Mai     | Willi Wolter                                | deutscher SS-Hauptsturmführer                                                                                   | 61    |       |

## Juni
| Tag      | Name                                         | Beruf, bekannt als                                                                                         | Alter | Beleg |
| -------- | -------------------------------------------- | --- | ----- | ----- |
| 1. Juni  | Ivar Ballangrud                              | norwegischer Eisschnellläufer                                                                              | 65    |       |
| 1. Juni  | Stan Brenders                                | belgischer Pianist und Bandleader                                                                          | 65    |       |
| 1. Juni  | Ernst Dahinten                               | deutscher Lehrer, Museumsleiter und Autor                                                                  | 84    |       |
| 1. Juni  | Attilio Degrassi                             | italienischer Althistoriker und Epigraphiker                                                               | 81    |       |
| 1. Juni  | Edmund Osborne                               | britischer Generalleutnant                                                                                 | 83    |       |
| 01. Juni | Richard Rößler                               | deutscher Schwimmer                                                                                        | 87    |       |
| 2. Juni  | Mike Belloise                                | US-amerikanischer Boxer im Federgewicht                                                                    | 58    |       |
| 2. Juni  | Christen Christensen                         | norwegischer Eiskunstläufer                                                                                | 64    |       |
| 2. Juni  | Charles C. Crabbe                            | US-amerikanischer Jurist und Politiker                                                                     | 90    |       |
| 2. Juni  | Feng Zhe                                     | chinesischer Schauspieler                                                                                  |       |       |
| 2. Juni  | Radivoje Korać                               | jugoslawischer Basketballspieler                                                                           | 30    |       |
| 2. Juni  | Gereon Motyka                                | Chorherr des Prämonstratenserklosters Tepl und Prior der Abtei Speinshart                                  | 76    |       |
| 2. Juni  | Albert Stinson                               | US-amerikanischer Jazzbassist                                                                              | 24    |       |
| 03. Juni | Knut Alm                                     | schwedischer Leichtathlet                                                                                  | 80    |       |
| 3. Juni  | Joseph Berberich                             | deutscher HNO-Arzt                                                                                         | 72    |       |
| 3. Juni  | Paul Funk                                    | österreichischer Mathematiker                                                                              | 83    |       |
| 3. Juni  | Dave Gould                                   | US-amerikanischer Choreograf und Regisseur                                                                 | 70    |       |
| 3. Juni  | Wilhelm Mohr                                 | deutscher Politiker (CDU), MdL                                                                             | 83    |       |
| 3. Juni  | Ulrich Lederer                               | österreichischer Sportler                                                                                  | 71    |       |
| 3. Juni  | Viktor Storck                                | deutscher Schriftsteller und Dichter                                                                       | 91    |       |
| 3. Juni  | James Warburg                                | US-amerikanischer Bankier, Unternehmer und Autor                                                           | 72    |       |
| 4. Juni  | Waldemar Frahm                               | deutscher Schauspieler und Sänger                                                                          | 66    |       |
| 4. Juni  | Jorge González Reyna                         | mexikanischer Architekt                                                                                    | 48    |       |
| 4. Juni  | Rafael Osuna                                 | mexikanischer Tennisspieler                                                                                | 30    |       |
| 4. Juni  | Friedrich Pietsch                            | deutscher Archivar und Schriftsteller                                                                      | 72    |       |
| 4. Juni  | Herbert Schimkat                             | deutscher Schauspieler und Hörspielsprecher                                                                | 69    |       |
| 4. Juni  | Elizabeth Wallwork                           | englisch-neuseeländische Porträt- und Pastellmalerin                                                       | 85    |       |
| 5. Juni  | Karl Bleyle                                  | österreichischer Musiker und Komponist                                                                     | 89    |       |
| 5. Juni  | Miles Dempsey                                | britischer General, Oberbefehlshaber der britischen 2. Armee im Zweiten Weltkrieg                          | 72    |       |
| 5. Juni  | Wilhelm Feige                                | kommunistischer Politiker (KPD), MdL                                                                       | 57    |       |
| 5. Juni  | Vinton Freedley                              | US-amerikanischer Theaterproduzent                                                                         | 77    |       |
| 5. Juni  | Michael Nagele                               | österreichischer Politiker, Vorarlberger Landtagsabgeordneter (SPÖ)                                        | 84    |       |
| 5. Juni  | Siegfried Scheffler                          | deutscher Komponist, Dirigent und Musikkritiker                                                            | 77    |       |
| 5. Juni  | Paul Segieth                                 | deutscher Maler und Zeichner                                                                               | 85    |       |
| 5. Juni  | Albert Stehlin                               | deutscher römisch-katholischer Theologe                                                                    | 68    |       |
| 5. Juni  | Simeon Toribio                               | philippinischer Hochspringer                                                                               | 63    |       |
| 6. Juni  | Josefa Berens-Totenohl                       | deutsche Schriftstellerin und Malerin                                                                      | 78    |       |
| 6. Juni  | Kaspar Freuler                               | Schweizer Schriftsteller, Volkstheaterautor, Journalist                                                    | 81    |       |
| 6. Juni  | Alfred Kottas                                | deutscher Kapitän und Polarforscher                                                                        | 84    |       |
| 6. Juni  | Emile Thollembeek                            | belgischer Radrennfahrer                                                                                   | 74    |       |
| 7. Juni  | Alfred Broß                                  | deutscher Eisenbahnbeamter und Politiker                                                                   | 71    |       |
| 7. Juni  | Richard Diller                               | österreichischer Maler und Pädagoge                                                                        | 79    |       |
| 7. Juni  | Armando Martínez                             | mexikanischer Radrennfahrer                                                                                | 37    |       |
| 7. Juni  | Eberhard Meckel                              | deutscher Schriftsteller und Graphiker                                                                     | 62    |       |
| 7. Juni  | Karl Vanselow                                | deutscher Forstwissenschaftler                                                                             | 89    |       |
| 8. Juni  | Walther Baerwolff                            | deutscher Lehrer und Politiker (DNVP), MdR                                                                 | 72    |       |
| 8. Juni  | Guy Cordon                                   | US-amerikanischer Politiker                                                                                | 79    |       |
| 8. Juni  | Hermann von Guttenberg                       | österreichisch-deutscher Botaniker und Hochschullehrer                                                     | 88    |       |
| 8. Juni  | Ernst Harthern                               | deutscher Journalist, Schriftsteller und Übersetzer                                                        | 84    |       |
| 8. Juni  | He Long                                      | chinesischer Armeeführer und Politiker                                                                     | 73    |       |
| 8. Juni  | Eleanor Higginson                            | englisch-britische Suffragette                                                                             | 88    |       |
| 8. Juni  | Wiktor Petrow                                | ukrainischer Schriftsteller, Philosoph, Literaturwissenschaftler und Archäologe                            | 74    |       |
| 8. Juni  | Piet van Reenen                              | niederländischer Fußballspieler                                                                            | 60    |       |
| 8. Juni  | Walter Risse                                 | deutscher Fußballspieler und -trainer                                                                      | 75    |       |
| 8. Juni  | Aino Sibelius                                | finnische Ehefrau von Jean Sibelius                                                                        | 97    |       |
| 8. Juni  | Curtis M. Williams                           | US-amerikanischer Politiker                                                                                | 72    |       |
| 8. Juni  | Willy Zeunert                                | deutscher Filmeditor, Aufnahmeleiter und Filmregisseur                                                     |       |       |
| 9. Juni  | Marija Iossifowna Chwiliwizkaja              | russische bzw. sowjetische Kardiologin und Hochschullehrerin                                               |       |       |
| 9. Juni  | Harold Davenport                             | englischer Mathematiker                                                                                    | 61    |       |
| 9. Juni  | Eduard Metz                                  | deutscher Offizier                                                                                         | 77    |       |
| 9. Juni  | Robert Taylor                                | US-amerikanischer Filmschauspieler                                                                         | 57    |       |
| 10. Juni | John Bryan                                   | britischer Filmproduzent, Artdirector und Szenenbildner                                                    | 57    |       |
| 10. Juni | José Gaos                                    | spanischer und mexikanischer Philosoph                                                                     | 68    |       |
| 10. Juni | Erich Hippke                                 | deutscher Generaloberstabsarzt                                                                             | 81    |       |
| 10. Juni | Frank Lawton                                 | britischer Schauspieler                                                                                    | 64    |       |
| 10. Juni | Matsui Takurō                                | Generalleutnant der kaiserlich japanischen Armee                                                           | 81    |       |
| 10. Juni | Alfred Möllers                               | deutscher Jurist, Manager und Politiker (DNVP), MdR                                                        | 86    |       |
| 10. Juni | Gustav Schürger                              | deutscher Wasserballspieler                                                                                | 61    |       |
| 10. Juni | Bodo von Wedel                               | Reichsbankdirektor                                                                                         | 77    |       |
| 11. Juni | Paul Laufer                                  | deutscher Stasimitarbeiter                                                                                 | 65    |       |
| 11. Juni | John L. Lewis                                | US-amerikanischer Gewerkschafter                                                                           | 89    |       |
| 11. Juni | Wilhelm Münzer                               | deutscher Beauftragter des Reichskommissars für die Provinz Zeeland in den Niederlanden                    | 73    |       |
| 11. Juni | Józef Tykociński-Tykociner                   | polnischer Ingenieur und Erfinder des Tonfilms                                                             | 91    |       |
| 12. Juni | Emmanuel d’Astier de la Vigerie              | französischer Politiker und Mitglied der Résistance, Mitglied der Nationalversammlung                      | 69    |       |
| 12. Juni | Percival Proctor Baxter                      | US-amerikanischer Politiker, Gouverneur von Maine                                                          | 92    |       |
| 12. Juni | Alexander Alexandrowitsch Deineka            | russischer Maler, Grafiker und Plastiker                                                                   | 70    |       |
| 12. Juni | Rudolf Lehmann                               | deutscher Ethnologe                                                                                        | 82    |       |
| 12. Juni | Heinrich Ohlwein                             | deutscher Maler                                                                                            | 71    |       |
| 12. Juni | Friedrich Alfred Schmid Noerr                | deutscher Schriftsteller                                                                                   | 91    |       |
| 13. Juni | Martita Hunt                                 | britische Schauspielerin                                                                                   | 69    |       |
| 13. Juni | Mesulame Rakuro                              | fidschianischer Diskuswerfer                                                                               | 37    |       |
| 13. Juni | Hans Reimann                                 | deutscher Schriftsteller, Dramatiker und Drehbuchautor                                                     | 79    |       |
| 13. Juni | Friedrich Rupps                              | deutscher Politiker (CDU), MdL                                                                             | 74    |       |
| 13. Juni | Kurt Thiele                                  | deutscher Politiker (NSDAP), MdBB, MdR                                                                     | 72    |       |
| 14. Juni | Roberto Firpo                                | argentinischer Tango-Musiker und -Komponist                                                                | 85    |       |
| 14. Juni | Wynonie Harris                               | US-amerikanischer Blues- und R&B-Sänger                                                                    | 53    |       |
| 14. Juni | Marek Hłasko                                 | polnischer Schriftsteller                                                                                  | 35    |       |
| 14. Juni | Karl Kasberger                               | österreichischer Maler                                                                                     | 77    |       |
| 14. Juni | Walter Nitsche                               | deutscher Politiker (SPD), MdL                                                                             | 69    |       |
| 14. Juni | Ottó Varga                                   | ungarischer Mathematiker und Hochschullehrer                                                               | 59    |       |
| 14. Juni | John Woolfe                                  | britischer Automobilrennfahrer und Rennstallbesitzer                                                       | 37    |       |
| 15. Juni | Jules Labéeu                                 | belgischer Turner                                                                                          | 84    |       |
| 15. Juni | Frank Langstone                              | neuseeländischer Politiker                                                                                 | 87    |       |
| 15. Juni | Darashaw Nosherwan Wadia                     | indischer Geologe                                                                                          | 85    |       |
| 15. Juni | Otto Rohwedder                               | deutscher Fußballspieler                                                                                   | 59    |       |
| 16. Juni | Harold Alexander, 1. Earl Alexander of Tunis | britischer Feldmarschall, Generalgouverneur Kanadas                                                        | 77    |       |
| 16. Juni | Jacques Chaudron                             | französischer Eishockeyspieler                                                                             | 80    |       |
| 16. Juni | Wilhelm Geerken                              | deutscher Politiker (SPD), MdL                                                                             | 87    |       |
| 16. Juni | Karl Schiske                                 | österreichischer Komponist                                                                                 | 53    |       |
| 16. Juni | Arthur Ullrich                               | deutscher Politiker                                                                                        | 75    |       |
| 16. Juni | Friedrich Wassermann                         | US-amerikanischer Anatom und Histologe                                                                     | 84    |       |
| 16. Juni | Carl Zenner                                  | deutscher Politiker (NSDAP), MdR, SS- und Polizeiführer                                                    | 70    |       |
| 17. Juni | Hubert Faulkner                              | britischer Geschäftsmann                                                                                   | 62    |       |
| 17. Juni | Primo Magnani                                | italienischer Radrennfahrer                                                                                | 77    |       |
| 17. Juni | Enrico Persico                               | italienischer theoretischer Physiker und Hochschullehrer                                                   | 68    |       |
| 17. Juni | Fritz Reinhardt                              | deutscher Politiker (NSDAP), MdR, Staatssekretär                                                           | 74    |       |
| 17. Juni | Alexander Maria Schnabel                     | deutsch-baltischer Komponist                                                                               | 79    |       |
| 17. Juni | Sepp Wendl                                   | österreichischer Politiker (SPÖ), Abgeordneter zum Nationalrat                                             | 75    |       |
| 18. Juni | Edgar Shannon Anderson                       | US-amerikanischer Botaniker und Genetiker                                                                  | 71    |       |
| 18. Juni | Gabriele Baldini                             | italienischer Literaturwissenschaftler                                                                     | 49    |       |
| 18. Juni | Milt Herth                                   | US-amerikanischer Jazzorganist                                                                             | 67    |       |
| 18. Juni | Johannes Kraus                               | deutscher Theologe und Priester                                                                            | 76    |       |
| 19. Juni | Siegfried Günter                             | deutscher Flugzeugkonstrukteur                                                                             | 69    |       |
| 19. Juni | Friedrich Mißfeldt                           | deutscher Landschafts- und Porträtmaler                                                                    | 94    |       |
| 19. Juni | Natalie Talmadge                             | US-amerikanische Schauspielerin der Stummfilmzeit                                                          | 73    |       |
| 19. Juni | Marius Tofte                                 | deutscher Gewerkschafter                                                                                   | 74    |       |
| 20. Juni | Hugh Vivian Champion de Crespigny            | australischer Offizier, Air Vice Marshal                                                                   | 72    |       |
| 20. Juni | Hajo Holborn                                 | US-amerikanischer Zeithistoriker deutscher Herkunft                                                        | 67    |       |
| 20. Juni | Paul Othma                                   | deutscher Arbeiter, Streikführer beim Volksaufstand des 17. Juni 1953                                      | 63    |       |
| 20. Juni | Rudolf Schwarzkogler                         | österreichischer Fotograf und Künstler                                                                     | 28    |       |
| 20. Juni | Christian Weber                              | deutscher Politiker (CDU), MdL                                                                             | 71    |       |
| 21. Juni | Maureen Connolly                             | US-amerikanische Tennisspielerin                                                                           | 34    |       |
| 21. Juni | Mary Phillips                                | englisch-britische Suffragette                                                                             | 88    |       |
| 21. Juni | Marcel Roman                                 | belgischer Ruderer                                                                                         | 68    |       |
| 21. Juli | Fritz Toepffer                               | deutscher Richter                                                                                          | 91    |       |
| 21. Juni | Ernst Weltner                                | deutscher Pädagoge und Politiker (SPD), MdB                                                                | 70    |       |
| 22. Juni | William H. Bates                             | US-amerikanischer Politiker                                                                                | 52    |       |
| 22. Juni | Judy Garland                                 | US-amerikanische Filmschauspielerin und Sängerin                                                           | 47    |       |
| 22. Juni | Max Hess                                     | US-amerikanischer Kunstturner                                                                              | 91    |       |
| 22. Juni | Mirko Jelusich                               | österreichischer Schriftsteller, Theaterkritiker                                                           | 82    |       |
| 23. Juni | Friedrich Boetzel                            | deutscher General und Nachrichtenoffizier                                                                  | 72    |       |
| 23. Juni | Alberto D’Aversa                             | italienischer Filmregisseur und Theaterschaffender                                                         | 49    |       |
| 23. Juni | Volmari Iso-Hollo                            | finnischer Leichtathlet                                                                                    | 62    |       |
| 23. Juni | Anette Langendorf                            | deutsche Politikerin (KPD), MdL                                                                            | 75    |       |
| 23. Juni | Ursula Querner                               | deutsche Bildhauerin                                                                                       | 48    |       |
| 23. Juni | Hans Siemsen                                 | deutscher Journalist und Schriftsteller                                                                    | 78    |       |
| 23. Juni | Chuck Taylor                                 | US-amerikanischer Basketballschuhsignierer                                                                 | 67    |       |
| 23. Juni | Yabe Hisakatsu                               | japanischer Paläontologe und Geologe                                                                       | 90    |       |
| 24. Juni | Carl Diez                                    | deutscher Politiker (Zentrum), MdR                                                                         | 92    |       |
| 24. Juni | Josef Honys                                  | tschechischer Dichter, Künstler und Repräsentant der tschechischen Experimentalkunst der 1960er Jahre      | 49    |       |
| 24. Juni | Frank O. King                                | US-amerikanischer Cartoonist, Comiczeichner und -autor                                                     |       |       |
| 24. Juni | Willy Ley                                    | deutscher Raketenkonstrukteur, Publizist und Mitbegründer des weltweit ersten Raketenflugplatzes in Berlin | 62    |       |
| 24. Juni | Oskar Sima                                   | österreichischer Theater- und Filmschauspieler                                                             | 72    |       |
| 24. Juni | Wienand Ungermann                            | deutscher Politiker, Landrat                                                                               | 73    |       |
| 25. Juni | Ailsa Mellon Bruce                           | US-amerikanische Sammlerin, Philanthropin und Mäzenin                                                      | 67    |       |
| 25. Juni | Seán Dunne                                   | irischer Politiker                                                                                         | 50    |       |
| 25. Juni | Otto Meyer                                   | deutscher Industrieller                                                                                    | 86    |       |
| 25. Juni | Karl Schebesta                               | österreichischer Politiker (ÖVP), Landtagsabgeordneter                                                     | 63    |       |
| 25. Juni | Walter Edmond Clyde Todd                     | US-amerikanischer Ornithologe                                                                              | 94    |       |
| 27. Juni | Karl Fuhr                                    | deutscher Politiker (CDU), MdL                                                                             | 68    |       |
| 27. Juni | Ralph Habib                                  | französischer Filmregisseur und Drehbuchautor                                                              | 56    |       |
| 27. Juni | Walter Hauschild                             | deutscher Bildhauer                                                                                        | 93    |       |
| 27. Juni | Richard Maxfield                             | US-amerikanischer Komponist klassischer Musik                                                              | 42    |       |
| 27. Juni | Mickey Rentschler                            | US-amerikanischer Kinderdarsteller                                                                         | 45    |       |
| 27. Juni | Helfried Wunderlich                          | deutscher Badmintonspieler                                                                                 | 38    |       |
| 28. Juni | Hermann Raab                                 | deutscher Ingenieur und Konstrukteur                                                                       | 76    |       |
| 29. Juni | Jan Brand                                    | niederländischer Hockeyspieler                                                                             | 61    |       |
| 29. Juni | Poul Hartmann                                | dänischer Ruderer                                                                                          | 91    |       |
| 29. Juni | Shorty Long                                  | US-amerikanischer Sänger                                                                                   | 29    |       |
| 29. Juni | Friedrich Michaelis                          | deutscher Schlosser, Eisenbahn-Werkmeister und Kommunalpolitiker                                           | 82    |       |
| 29. Juni | Wesselin Stojanow                            | bulgarischer Komponist                                                                                     | 67    |       |
| 29. Juni | Moïse Tschombé                               | kongolesischer Politiker, Präsident von Katanga sowie Premierminister der Demokratischen Republik Kongo    | 49    |       |
| 30. Juni | Roman Richard Atkielski                      | US-amerikanischer Geistlicher, Weihbischof in Milwaukee                                                    | 70    |       |
| 30. Juni | Domingo Tejera                               | uruguayischer Fußballspieler                                                                               | 69    |       |
| 30. Juni | Hubert Teschner                              | deutscher Politiker (Zentrum, CDU), MdL, MdR                                                               | 74    |       |
| Juni     | Hassan Arsanjani                             | iranischer Politiker, Journalist und Jurist                                                                | 45    |       |
| Juni     | James Bellamy                                | englischer Fußballspieler und -trainer                                                                     | 87    |       |
| Juni     | Richard Fischer                              | österreichischer Fußballspieler                                                                            | 42    |       |
| Juni     | Wilbur Harden                                | US-amerikanischer Jazz-Trompeter und Flügelhornist                                                         | 44    |       |